# آفة النبيذ الفرنسي الكبرى

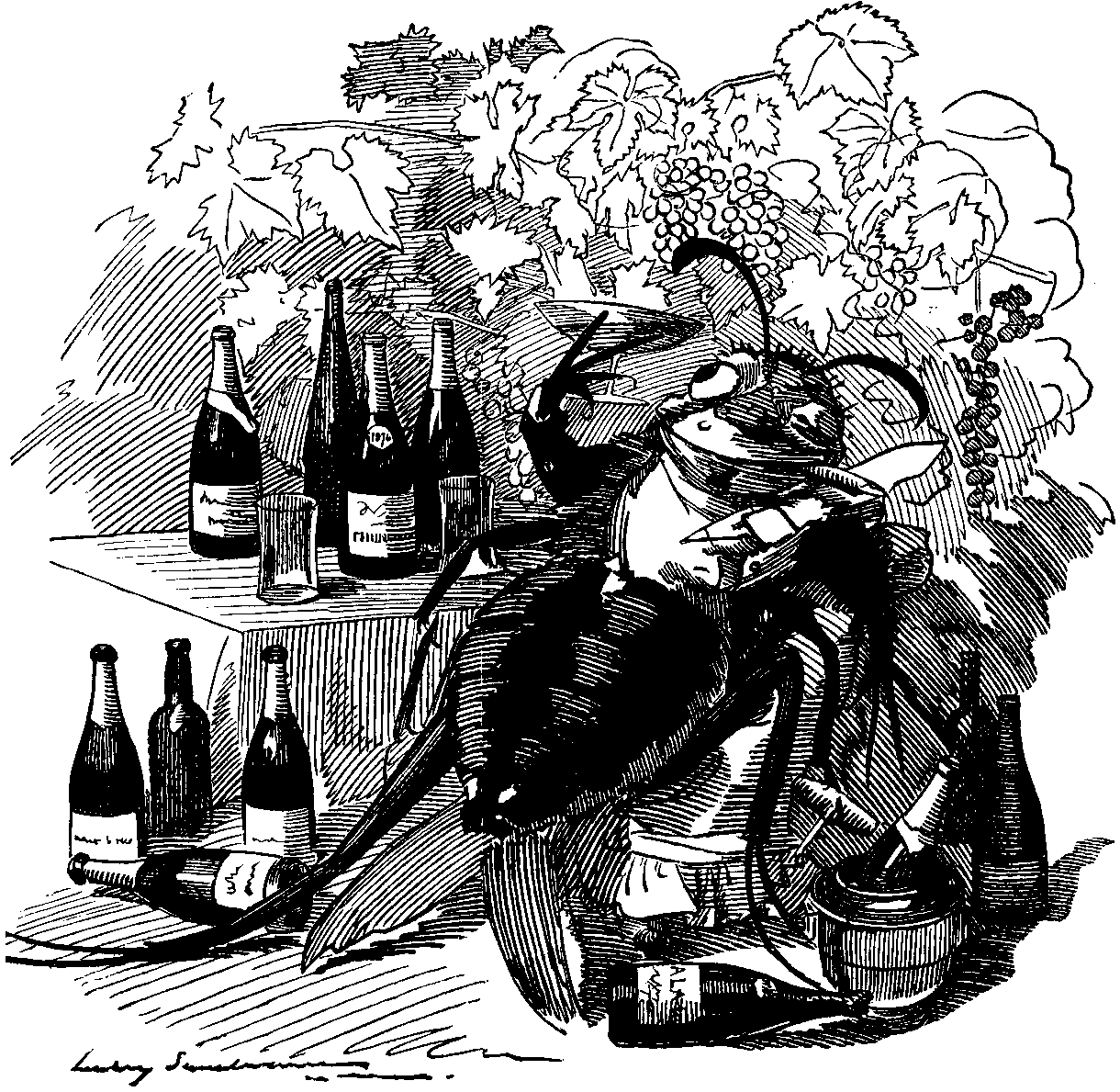
رسم كاريكاتوري لمجلة Punch عام 1890

آفة النبيذ الفرنسي الكبرى هي آفة شديدة طرأت في منتصف القرن التاسع عشر وألحقت الدمار بالعديد من الكروم في فرنسا وقضت على صناعة النبيذ. نتجت الآفة عن حشرات المن التي نشأت في أمريكا الشمالية وانتقلت عبر المحيط الأطلسي خلال أواخر خمسينيات القرن التاسع عشر. ما يزال الجنس الفعلي للحشرة محل جدال، على الرغم من اعتبارها إلى حدٍ كبير نوعًا من الفيلوكسرا، التي تُعرف أيضًا باسم فيلوكسرا العنب. في حين أن فرنسا تُعتبر الأكثر تضررًا من هذه الآفة، لكنها ألحقت أيضًا الكثير من الضرر في مزارع الكروم في البلدان الأوروبية الأخرى.
لا تزال كيفية وصول أو دخول حشرة المن إلى أوروبا موضع نقاش: إذ نُقلت الكروم الأمريكية إلى أوروبا عدة مرات من قبل، لأسباب متعلقة بالتجارب على التطعيم، دون النظر في احتمال حصول وباء نتيجة ذلك. بينما كان يُعتقد أن الفيلوكسرا وصلت عام 1858، فقد سُجل دخولها إلى فرنسا لأول مرة بتاريخ 1863، بمقاطعة لانغيدوك سابقًا. يُجادل البعض أن دخول آفات من نوع الفيلوكسرا لم يمثل مشكلة إلى أن ظهرت البواخر، وبالتالي قطع المحيطات خلال وقت أسرع مما أتاح المجال للآفة للبقاء حية.
في النهاية، بعد اكتشاف جول أميل بلانشون أن الفيلوكسرا هي المسؤولة عن الآفة، وتأكيد تشارلز فالنتين رايلي لاكتشاف بلانشون، اقترح ليو لايلمان وغاستون بازيل، وهما مزارعي نبيذ فرنسيين، تطعيم الكروم الأوروبية في الجذور الأمريكية المقاومة التي لم تصبها الآفة بضرر. في حين أن العديد من مزارعي النبيذ الفرنسيين قد استنكروا هذه الفكرة، فقد وجد الكثير من الآخرين أنه ليس عندهم خيار آخر. أثبتت الطريقة فعاليتها كحل للمشكلة، فكانت عملية استرجاع الكروم المدمرة بطيئة ولكن تمكنت صناعة النبيذ في فرنسا من العودة إلى الوضع الطبيعي فيما بعد وفي نهاية المطاف.

## خلفية
لوحظت حشرة المن لأول مرة، التي كانت المصدر الرئيسي للضرر في فرنسا، بعد زراعة الكرمة الأوروبية المسماة الكرمة النبيذية بواسطة المستعمرين الفرنسيين في فلوريدا. في القرن السادس عشر، باءت هذه التجارب بالفشل، بالإضافة إلى التجارب اللاحقة أيضًا باستخدام أنواع كروم أخرى، وكان هذا الفشل لغزًا للمستعمرين الفرنسيين. يُعرف اليوم أن السبب وراء فشل زراعة هذه الكروم هو فيلوكسرا العنب من أمريكا الشمالية، إذ تحقن الفيلوكسرا الكروم بسم يسبب مرض تنكسي سريع يلحق الدمار الكامل بأصناف الكروم الأوروبية. مرت حشرات المن في البداية دون أن يلاحظها المستعمرين، على الرغم من أعدادها الضخمة، والضغط لإنشاء مزارع كروم عنب ناجحة في أمريكا في ذلك الوقت.
أصبح من المعروف بين المستوطنين أن كرومهم الأوروبية، من صنف الكرمة النبيذية، لن تنمو ببساطة في التربة الأمريكية، ولجأوا إلى زراعة النباتات الأمريكية الأصلية، وإنشاء مزارع من هذه الكروم الأصلية. كان هناك بعض الاستثناءات، إذ انتشرت مزارع الكروم النبيذية بكثرة في كاليفورنيا قبل أن تصل إليها حشرات المن.

### فيلوكسرا
اقتُرحت العديد من النظريات حول سبب تجاهل الفيلوكسرا كمسبب محتمل للوباء الذي قضى على الكثير من مزارع الكروم، ومنها السلوك الغذائي للحشرة والطريقة التي تهاجم بها الجذور. يحتوي خرطوم فيلوكسرا العنب على قناة يُحقن من خلالها السم القاتل وأنبوب تمر عبره المغذيات وعصارة العنب. نظرًا لأن ذيفان السم يفسد جذر الكرمة، ينخفض ضغط العصارة، ونتيجة لذلك تسحب الفيلوكسرا أنبوب التغذية بسرعة وتبحث عن مصدر آخر للغذاء. وبالتالي فإنه في حال حفر كرمة مريضة تحتضر فلن يوجد أي فيلوكسرا متعلقة على جذور النباتات.

### الرحلة إلى أوروبا
لعدة قرون، جرب الأوروبيون الكروم والنباتات الأمريكية في تربتهم. إذ جرى استيراد العديد من الأصناف من أمريكا دون تنظيم، بغض النظر عن إمكانية انتقال الآفات والمشاكل ذات الصلة. أكد جول أميل بلانشون، عالم النبات الفرنسي الذي تعرف على الفيلوكسرا في ستينيات القرن التاسع عشر، أن نقل الكروم والنباتات الأمريكية إلى أوروبا زاد بشكل كبير بين عامي 1858 و 1862 تقريبًا، وقدمت فيلوكسرا بطريق الخطأ إلى أوروبا حوالي عام 1860. يقول آخرون أن المن لم يدخل فرنسا حتى حوالي عام 1863. من المحتمل أن ظهور البواخر قد لعب دورًا في هذا: نظرًا لأنها كانت أسرع من السفن الشراعية، فكانت فيلوكسرا أكثر قدرة على البقاء على قيد الحياة في رحلات المحيط الأقصر.

## الآفة

### أول ظهور
كانت أول حالة موثقة معروفة لهجوم الفيلوكسرا في فرنسا في قرية بوجوت في إقليم غارد بمقاطعة لانغيدوك سابقًا، في عام 1863. لم يلاحظ صانعو النبيذ حشرات المن، تمامًا كما لم يلاحظها المستعمرون الفرنسيون في أمريكا، لكنهم لاحظوا وجود آفة غامضة تدمر كرومهم. كان الوصف الوحيد للمرض الذي قدمه مزارعو النبيذ هؤلاء هو أنه «ذكّرهم بشكل مؤلم بـ«الاستهلاك» (السل). انتشرت الآفة بسرعة في جميع أنحاء فرنسا، ولكن مرت عدة سنوات قبل تحديد سبب الداء.

### الضرر
ألحق الدمار بأكثر من 40٪ من كروم العنب ومزارع الكروم الفرنسية، على مدى 15 عامًا من أواخر خمسينيات القرن التاسع عشر إلى منتصف سبعينيات القرن التاسع عشر. تضرر الاقتصاد الفرنسي بشدة من هذه الآفة: إذ أغلقت العديد من الشركات، وانخفضت الأجور في صناعة النبيذ إلى أقل من النصف. كان هناك أيضًا ميل ملحوظ للهجرة إلى مناطق مثل الجزائر العاصمة وأمريكا. تسبب إنتاج الزبيب الرخيص والنبيذ السكري في حدوث العديد من المشاكل في الصناعة المحلية والتي هددت بالاستمرار حتى بعد الإصابة بالآفة نفسها. يقدر الضرر الذي لحق بالاقتصاد الفرنسي بما يزيد عن 10 مليار فرنك بقليل.

### الاكتشاف
بدأ البحث في سبب المرض في عام 1868، عندما طلب مزارعو العنب في روكمور، غارد، بالقرب من باجو، المساعدة من المجتمع الزراعي في مونبلييه. عينت الجمعية لجنة تضم عالم النبات جول إميل بلانشون والمزارع المحلي فيليكس ساهوت ورئيس الجمعية غاستون بازيل. سرعان ما لاحظ ساهوت أن جذور الكروم المحتضرة كانت موبوءة بـ «القمل»، الذي كان يمتص العصارة من النباتات. أطلقت اللجنة اسم ريزافيس فاستاتريكس على الحشرة الجديدة. استشار بلانشون علماء الحشرات الفرنسيين فيكتور أنطوان سينيوريت وجولز ليشتنشتاين (صهر بلانشون). اقترح سينيوريت إعادة تسمية الحشرة فيلوكسرا ويداتريكس، نظرًا لتشابهها مع فيلوكسرا السنديان التي تصيب أوراق البلوط. في عام 1869، اقترح عالم الحشرات الإنجليزي جون أوباديا ويستوود، أن الحشرة التي أصابت أوراق العنب في إنجلترا حوالي عام 1863 كانت نفس الحشرة التي أصابت جذور كروم العنب في فرنسا.
في عام 1869 أيضًا، اقترح ليشتنشتاين أن الحشرة الفرنسية كانت «قمل كرمة» أمريكي تم التعرف عليه عام 1855 من قبل عالم الحشرات الأمريكي آسا فيتش، والذي أطلق عليه اسم «من بنجر السكر». ومع ذلك، كانت هناك مشكلة في هذه النظريات: إذ كان من المعروف أن قمل العنب الفرنسي يصيب جذور العنب فقط، بينما قمل العنب الأمريكي كان معروفًا أنه يصيب الأوراق فقط. كان عالم الحشرات الأمريكي المولود في بريطانيا تشارلز فالنتين رايلي يتابع أخبار تفشي الداء في فرنسا. أرسل سينيوريت عينات من قمل العنب الأمريكي، والتي خلصها سينيوريت في عام 1870، عندما كان محاصرًا في باريس خلال الحرب الفرنسية البروسية، كانت بالفعل مماثلة لقمل العنب الفرنسي. في غضون ذلك، عثر بلانشون وليشتنشتاين على كروم ذات أوراق مصابة، إذ أن القمل الذي انتقل من تلك الأوراق إلى جذور الكروم السليمة التصق بجذور الكروم مثلما فعل قمل العنب الفرنسي الآخر. في عام 1870 أيضًا، اكتشف رايلي أن قمل العنب الأمريكي يبيت في فصل الشتاء على جذور كروم العنب الأمريكية، والتي أتلفتها الحشرات، وإن كانت أقل مما كانت عليه في حالة الكروم الفرنسية. كرر رايلي تجربة بلانشون وليشتنشتاين باستخدام كروم العنب الأمريكية وقمل العنب الأمريكي، وكانت النتائج مماثلة. وهكذا أثبتت هوية قمل العنب الفرنسي والأمريكي. ومع ذلك، لمدة ثلاث سنوات أخرى، جادلت أغلبية قوية في فرنسا بأن الفيلوكسرا لم تكن هي المسؤولة عن داء العنب. بدلًا من ذلك، أصبحت الكروم التي كانت مريضة بالفعل موبوءة بفيلوكسرا. وهكذا، في رأيهم، كانت فيلوكسرا مجرد نتيجة للمرض «الحقيقي»، الذي بقي موجودًا. بغض النظر، اكتشف رايلي أنواعًا من العنب الأمريكية التي كانت مقاومة بشكل خاص لفيلوكسرا، وبحلول عام 1871، بدأ المزارعون الفرنسيون في استيرادها وتطعيم الكروم الفرنسية على الجذر الأمريكي.
(اقترح ليو لاليمان استيراد الكروم الأمريكية في أوائل عام 1869، لكن المزارعين الفرنسيين كانوا مترددين في التخلي عن أصناف كرومهم التقليدية. ثم اقترح غاستون بازيل تطعيم الكروم الفرنسية التقليدية في الجذر الأمريكي). ومع ذلك، فإن استيراد الكروم الأمريكية لم يحل تمامًا المشكلة: إذ لم تتحمل بعض أصناف العنب الأمريكية التربة الطباشيرية في فرنسا واستسلمت لفيلوكسرا. عن طريق التجربة والخطأ، عُثر على الكروم الأمريكية التي يمكن أن تتحمل التربة الطباشيرية. في غضون ذلك، عمل علماء الحشرات على كشف دورة الحياة الغريبة لفيلوكسرا، وهو مشروع اكتمل في عام 1874.